# 의학유전학

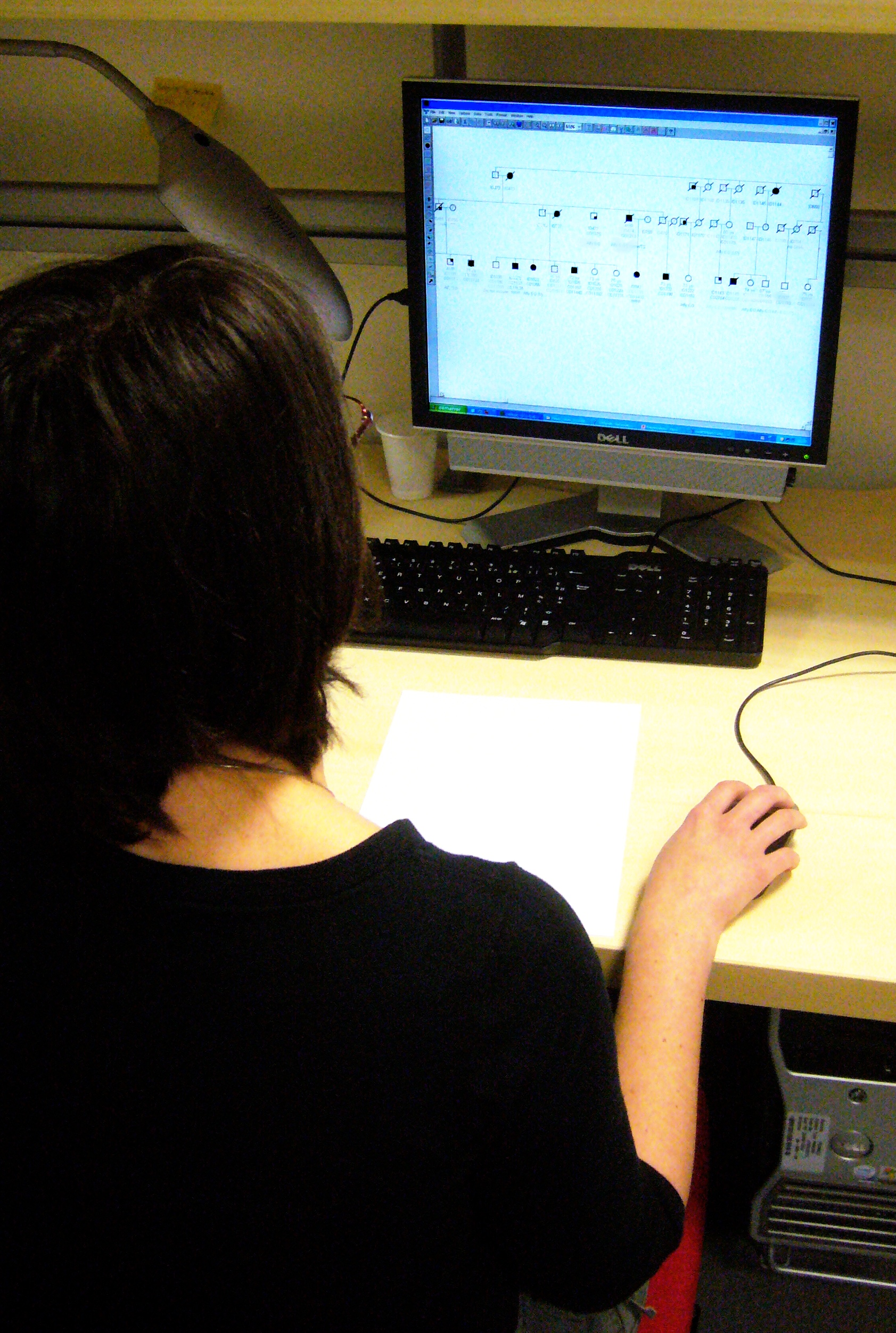
의학유전학

의학유전학(醫學遺傳學, medical genetics)은 유전학의 연구 성과를 이용하여 유전성 질환의 치료 방법을 연구하는 의학 분야이다. 의학 유전학이란 학문은 유전적 변화가 인간의 건강과 질병에 어떤 관련이 있는지 알아본다. 어떤 질병에서 나타났을 수도 있는 미지의 유전자에 관해 조사할 때, 연구원들은 그 질병과 관련된 게놈의 위치를 찾기위해 유전 연관 분석법을 쓰거나 유전자 가계도를 사용한다. 인구 수준에서 연구원들은 그 질병에 관련된 게놈의 위치를 찾기위해 Mendelian randomization을 사용하는데 이 방법은 하나의 유전자로 확실히 정의되지 않는 두가지 이상의 유전자로 구성되는 특징에 특별히 유용하다. 예상되는 유전자가 발견되면, 모델 생물에서 똑같은 유전자에 관한 더 자세한 연구가 이루어진다. 유전병에 관한 연구에 덧붙여, 유전자 기술의 증가한 이용가능성은 유전자형이 어떻게 약물의 반응에 영향을 줄 수 있을지 연구하는 약물 유전학의 분야로 이끌어졌다.
대부분의 경우에서 유전되는 병은 아니지만 암도 유전병이다. 암이 몸속에서 발전하는 과정은 여러 사건들의 조합이다. 이런 돌연변이들이 유전되지는 않지만 그것들은 세포의 성장과 분열을 더 빈번하게 만들거나 세포의 행동을 변화시킬 수 있다. 이러한 과정을 멈추기 위한 생물학적 메커니즘이 존재한다; 부적절하게 분열하는 세포들에게 세포자살을 야기시켜야 한다는 신호가 보내진다. 하지만 때때로 이러한 신호를 무시하라는 추가적인 돌연변이가 생긴다. 몸 안에서 자연선택의 내부적 과정이 일어나고 결국 세포에서 돌연변이가 그들의 성장을 위해 축적되며 이것은 자라는 암 종양을 만들고 몸에 있는 많은 조직을 공격한다.

## 유전성 질환
유전성 질환은 유전자 발현이 비정상적으로 이루어져 나타나는 질환으로 유전형질과 함께 다음 세대로 유전되는 특징이 있다. 유전성 질환은 여러 선천성 질환의 하나로 선천성 질환이 보다 넓은 개념이라 할 수 있다. 한편, 유전성 질환의 인자가 있다고 모두 다 유전성 질환으로 발전하지는 않는다. 이들 선천적 장애의 약 반수는 유전적 원인에 의한 것으로 알려져 있는데, 단일 유전자에 의해 발생하는 선천성 기형이나 염색체 이상 질환을 보이는 유전병들도 약 10,000여종 알려져 있다.
현대 의학에서는 대부분의 질병 발병 원인을 유전형질과 환경의 상호작용에 의한 것으로 본다. 따라서 질병이 거의 100% 유전적인 요소로 인해 발병하는 경우에만 특별히 유전성 질환이라 부르고 있다.

## 연구 개요
의학유전학의 목적은 유전성 질환의 원인과 발병 기제를 이해하여 유전질환의 진단하고 원인을 규명하며 치료법을 개발하는 것이다.
2003년 인간 게놈 프로젝트가 완성됨에 따라 인간 유전체가 모두 밝혀졌다. 이에 따라 의학유전학도 발전을 거듭하고 있다.
의학윤리학은 발생생물학, 세포생물학, 분자생물학, 면역유전학 등 여러 생물학 분야의 성과를 두루 활용하여 각종 유전성 질환의 원인을 파악하고 효과적인 치료법의 개발을 위해 노력하고 있다. 임상 검사에서는 DNA 분석과 가계도의 작성과 같은 방법이 쓰인다.

## 윤리
의학유전학은 개인의 유전정보를 다루기 때문에 매우 높은 의학 윤리가 필요하다. 일례로 환자의 발병원인에 대한 설명에 주의를 기울이지 않으면 부계가 원인이니 모계가 원인이니 하는 문제로 가정의 파탄을 가져올 수도 있다. 실험 할 때는 윤리적으로도 그렇고 위험부담이 커서 인간을 사용할 수 없으므로 모델 생물을 이용해 실험을 한다.